# Pseudocolus fusiformis
Pseudocolus fusiformis es una seta de la familia Phallaceae, conocida por su gran variedad de tipos de cuerpos fructíferos. Se la conoce comúnmente como calamar apestoso por su olor fétido y sus tres o cuatro «brazos» verticales unidos por la parte superior. El olor maloliente procede de la gleba viscosa de color verdoso oscuro que cubre las caras interiores de los brazos, y atrae a los insectos que ayudan a dispersar las esporas.
Es el miembro más ampliamente distribuido del género Pseudocolus y se ha encontrado en Estados Unidos, Australia y Asia.

## Taxonomía
La primera aparición de esta especie en la literatura fue en 1890, con el nombre de Colus fusiformis, cuando Eduard Fischer escribió una descripción basada en un cuadro que encontró en el Museo de Historia Natural de París. En su monografía de 1944 sobre los Gasteromicetos de Australia y Nueva Zelanda, Gordon Herriot Cunningham consideró este nombre como un nomen nudum -no publicado con una descripción adecuada-, pero era válido según las normas del Código Internacional de Nomenclatura Botánica. En 1899, Penzig describió la especie Colus javanicus basándose en un único espécimen encontrado en Java, y un año más tarde Fischer modificó el nombre de su Colus fusiformis original por Colus javanicus, ya que no estaba satisfecho con la calidad de su descripción original. A pesar de sus dudas sobre la validez de su descripción, su denominación original es legítima y tiene prioridad sobre C. javanicus.
En 1907, Curtis Gates Lloyd describió el nuevo género Pseudocolus, y redujo varias especies a sinónimos de Pseudocolus fusiformis. La primera descripción norteamericana de esta especie (como Colus schellenbergiae) fue en 1916 por David Ross Sumstine; Johnson más tarde (1929) la transfirió a Pseudocollus schellenbergiae.  Aunque Cunningham (1931) revisó el género Anthurus para incluir miembros de Pseudocolus, Dring en 1973 consideró que los géneros eran distintos. Hasta la aparición de un extenso estudio publicado en 1980, se habían utilizado 13 binomios diferentes en la literatura para nombrar la especie. El Index Fungorum enumera los siguientes sinónimos de P. fusiformis:
- Colus fusiformis E.Fisch. (1891)
- Colus elegans Welw. (1842)
- Anthurus rothae (Berk. ex E.Fisch.) E.Fisch. (1893)
- Colus rothae Berk. ex E.Fisch. (1893)
- Pseudocolus rothae (E.Fisch.) Yasuda (1916)
- Colus javanicus Penz. (1899)
- Pseudocolus javanicus (Penz.) Lloyd (1907)
- Anthurus javanicus (Penz.) G. Cunn. (1931)
- Pseudocolus rothae Lloyd (1907)
- Colus rothae (Lloyd) Sacc. & Traverso (1910)
- Colus schellenbergiae Sumst. (1916)
- Pseudocolus schellenbergiae (Sumst.) M.M.Johnson (1929)

## Descripción
Los cuerpos fructíferos inmaduros se asemejan a globos con forma de huevo o de pera, de color marrón grisáceo a gris pálido, con dimensiones de 0,5 a 2,5 cm (1⁄4 a 1 pulg.) de diámetro; la superficie superior está dividida en pequeñas regiones por grietas o hendiduras (areoladas). A medida que el hongo madura, el cuerpo fructífero se abre y forma un tallo con brazos cónicos, una volva y una masa de esporas conocida como gleba.

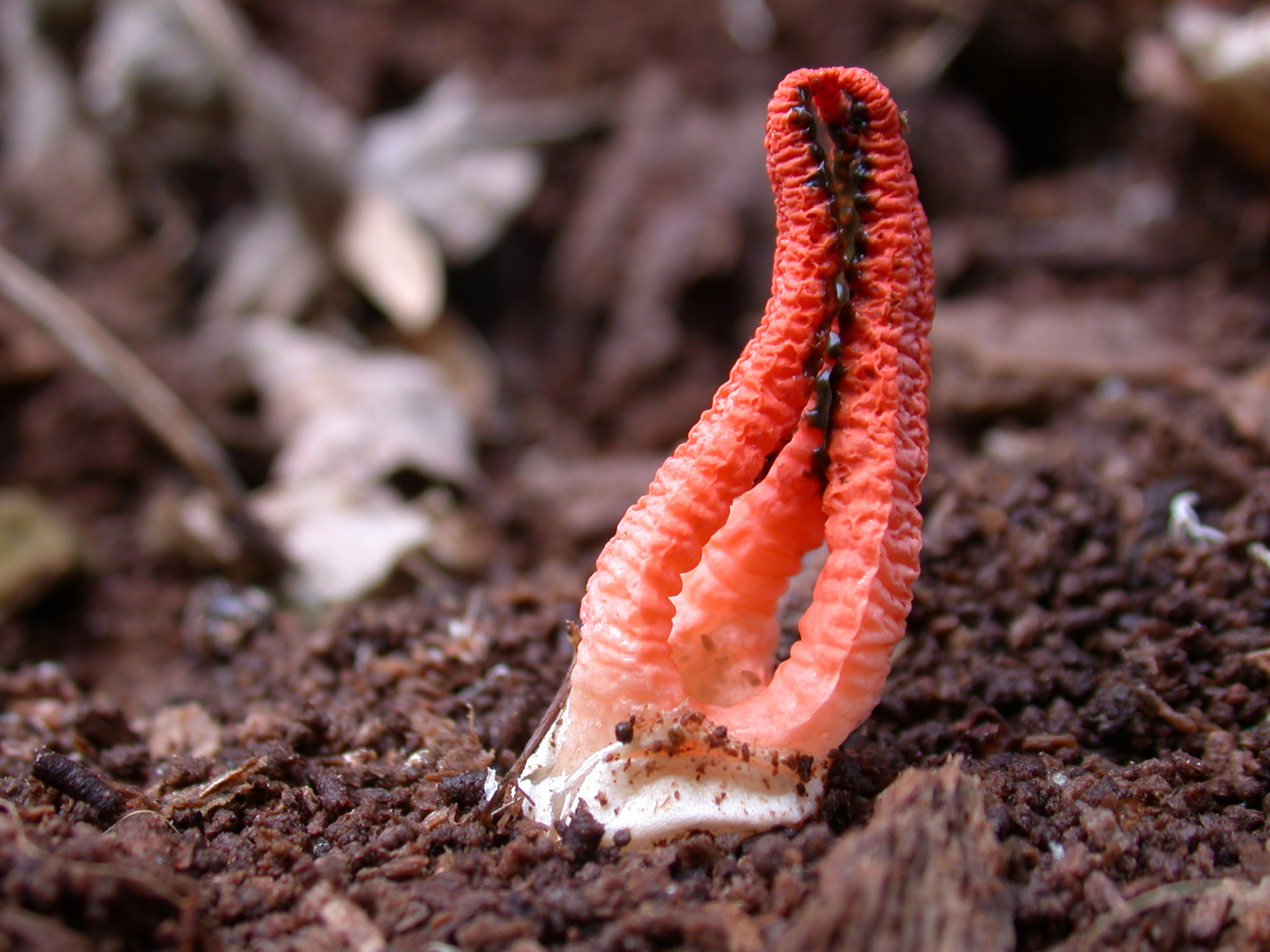
Cuerpos fructíferos maduros y «huevo» inmaduro bisecado de P. fusiformis

El cuerpo fructífero maduro suele medir de 3 a 6 cm de altura, con brazos de 2 a 5 veces la longitud del estípite. El estipe propiamente dicho no sobrepasa la volva y es hueco, de paredes finas, con cámaras, arrugado y ensanchado hacia el extremo superior. El color del estipe es blanco o blanco grisáceo; mide de 1 a 3,5 cm de altura y de 0,5 a 2,5 cm de grosor en el diámetro más ancho. Los tres o cuatro brazos que se extienden desde el estipe tienen una longitud media de 3,6 cm (de 1 a 13 cm) y están arrugados en el lado que lleva la gleba. Los brazos, que están unidos en la parte superior, tienen forma de lanza (lanceolados), puntiagudos hacia el ápice; son de color anaranjado. La estructura interna de los brazos está formada por cámaras; una cámara grande hacia el exterior y, por lo general, tres cámaras más pequeñas en el interior del brazo. La gleba suele encontrarse en los dos tercios superiores de la superficie interior de los brazos, y es de color verde oscuro y viscosa. El olor fétido de la gleba, descrito por un autor como comparable al «estiércol fresco de cerdo», atrae a los insectos que ayudan a dispersar las esporas.
Las esporas son elípticas u ovoides, lisas, translúcidas (hialinas), con unas dimensiones de 4,5-5,5 por 2-2,5 μm. Los basidios, las células portadoras de esporas, están adheridos a 6-8 esporas sésiles.

### Especies similares
La especie Clathrus columnatus se parece a P. fusiformis en que tiene 3 o 4 brazos que se extienden hacia arriba y se unen en la parte superior. Sin embargo, a diferencia de C. columnatus, los brazos de P. fusiformis comparten un tallo común, y el huevo inmaduro es gris o marrón grisáceo, en lugar de blanco.
Clathrus archeri tiene más brazos en forma de tentáculos.

## Hábitat y distribución
Esta especie crece dispersa o en grupos en suelos alterados de bosques de coníferas o mixtos. También se encuentra creciendo en virutas de madera utilizadas como mantillo en jardines o para paisajismo; Blanton también ha informado de que crece en un jardín «solitaria y muy grande».
Pseudocolus fusiformis se ha recolectado en diversos lugares del mundo, como Europa, Australia, Japón, Java, Filipinas, Isla Reunión, Estados Unidos, y Turquía.
Se cree que se introdujo en Norteamérica desde el sudeste asiático, donde puede encontrarse de mayo a septiembre. En Estados Unidos continental, se recolectó por primera vez en Pittsburgh en 1915; desde entonces se ha encontrado en Alabama, Connecticut, Georgia, Luisiana, Florida, Massachusetts, Misisipi, Nueva Jersey, Nueva York, Carolina del Norte, Rhode Island, Tennessee y Virginia; también se ha encontrado en Hawái.

## Comestibilidad
Aunque no se considera venenosa, no se recomienda el consumo de P. fusiformis. Algunas especies emparentadas, como Phallus impudicus o Mutinus caninus, se consideran comestibles (o incluso delicatessen) en la fase de huevo inmaduro; sin embargo, el olor nauseabundo de los espolones en la madurez probablemente disuadiría a la mayoría de las personas de comerlos.